# Lonnie Wright
Lawrence "Lonnie" Wright (Newark, 23 januari 1944 – 23 maart 2012) was een Amerikaans basketbal- en Americanfootballspeler. 
Op 16 april 1966 begon zijn professionele sportcarrière in de American Football League, toen hij een contract tekende bij de Denver Broncos. Op 5 januari 1968 maakte hij de overstap naar de American Basketball Association waar hij een contract tekende bij de toenmalige Denver Rockets, de huidige Denver Nuggets. Uiteindelijk verdween hij in 1972, na één seizoen bij The Floridians, uit de professionele sportwereld. 
Wright overleed in 2012, op 67-jarige leeftijd, aan hartfalen.